# Jaromír Nohavica
Jaromír Nohavica (Ostrava, 7 de junio de 1953) es un cantautor checo. Es también guitarrista y acordeonista.
Ha participado en numerosos programas, películas y documentales. Su carrera se inició en 1985 y ha abarcado una gran multitud de estilos musicales aunque en sus temas predomina el estilo folk propio de su país natal.
El asteroide (6539) Nohavica fue nombrado así en su honor.